# Cá voi đầu bò lùn
Cá voi đầu bò lùn (danh pháp hai phần: Caperea marginata) là một loài cá voi tấm sừng hàm, thành viên duy nhất của họ Neobalaenidae. Đầu tiên mô tả bởi John Edward Gray vào năm 1846, nó là loài nhỏ nhất của cá voi tấm sừng hàm, dài từ 6 m-6,5 m và nặng từ 3.000 và 3.500 kg. Mặc dù tên của nó, cá voi lùn phải có thể có nhiều điểm chung với các con cá voi xám và cá voi Balaenopteridae hơn so với những con cá voi đầu cong và cá voi Eubalaena.
Các cá voi lùn phải được tìm thấy ở vùng biển phía Nam trong đạt thấp hơn ở Nam bán cầu, và ăn copepodae và euphausiidae. Ít thông tin về dân số hay thói quen xã hội của chúng. Không giống như hầu hết các cá voi tấm sừng hàm, nó hiếm khi bị con người khai thác.